# Gênero binário
Gênero (português brasileiro) ou género (português europeu) binário é a classificação do gênero e sexo em duas formas distintas e opostas, tal como masculino ou feminino. É um tipo comum de sistemas de gênero. Esse tipo de dicotomia acaba por reduzir as diferentes formas de identificação dentro de uma sociedade, pois reduz tudo a apenas duas únicas possibilidades de expressão de gênero, além de ser um tipo de classificação heterocentrada.
O termo descreve um sistema no qual a sociedade divide as pessoas em gênero entre homem e mulher, e sexo, como masculino e feminino, e determina para essas pessoas papéis sociais de gênero, identidades de gênero e atributos.
Papeis de gênero são um dos aspectos de um sistema de gêneros binários. Várias sociedades têm utilizado o gênero binário para dividir e organizar as pessoas, apesar da forma como isto ocorre diferir entre as sociedades. Um aspecto universal dos gêneros binários é o de que as mulheres são as que gestam crianças, embora, sabe-se na atualidade que essa função caiba também à pessoas com vagina e útero, podendo ser, por exemplo, um homem trans.
Gêneros binários existem como formas de estabelecer ordem, embora algumas pessoas, tais como Riki Wilchins (em GenderQueer: Voices from Beyond the Sexual Binary) argumentam que os gêneros binários dividem e polarizam a sociedade. Certas religiões notávies são frequentemente utilizadas como autoridades para a justificação e descrição do gênero binário. O binarismo de gênero, dentro de uma visão inclusiva, pode ser vista com uma forma de imposição daquilo que o conservadorismo espera dos membros de um agrupamento humano, não levando em consideração as diferentes formas de ser e existir em sociedade.
Exceções têm sempre existido ao gênero binário na forma de identidades transgênero específicas. Além da identificação de gênero de indivíduos intersexo, elementos de ambos ou nenhum dos dois gêneros tem sido tomados por todas as pessoas, como as identidades dois-espíritos dos povos nativos dos Estados Unidos e as hijra na Índia. No ocidente contemporâneo, a transgeneridade quebra com o gênero binário na forma de indivíduos não binários.

## Limitações

Um emoji no qual são mostrados os símbolos de Vênus (à esquerda) e Marte (à direita), além de cores tipicamente relacionadas ao gênero, como tons de rosa para o gênero feminino e tons de azul para o gênero masculino.

Vários acadêmicos tem contestado a existência de um gênero binário claramente definido. Há um número crescente de pesquisas que ilustram que a evidência para as duas categorias distintas de homem e mulher é problemática e que é uma profecia que termina em si mesma. Por exemplo, Judith Lorber argumenta que o problema falha em questionar a divisão das pessoas nestes dois grupos "mesmo que se encontrem mais diferenças significativas dentro do próprio grupo do que diferenças entre os dois grupos." Lorber argumenta que isso corrobora com o fato de que o gênero binário é bastante arbitrário, e leva a falsas expectativas para ambos os gêneros. Há, em substituição a este problema, apoio crescente para a possibilidade de se utilizar categorias adicionais que comparem as pessoas sem "presunções sobre quem se parece com quem".  Ao permitir uma visão mais fluida do gênero, as pessoas poderão melhor se identificar como preferirem, e a pesquisa acadêmica encontrará diferentes similaridades e diferenças.
Um outro problema com o gênero binário é a insistência em que homens são masculinos e mulheres são femininas. Isto reduz as opções para que as pessoas ajam fora de seus papéis sociais de gênero sem caírem no escrutínio das outras. Ademais, homem e mulher não necessariamente traduzem-se como masculino e feminino já que estes termos estão carregados com significados que atendem a interesses "politicamente contextualizados e construídos", não sendo categorias mutualmente exclusivas. Portanto, a asserção da feminilidade aplicando-se somente às mulheres e da masculinidade somente aos homens é fundamentalmente falha. É importante distinguir feminilidade e masculinidade como descrições para comportamentos e atitudes, sem amarrá-las diretamente aos gêneros masculino e feminino. Ao empregar masculino e feminino como adjetivos, eles são ferramentas úteis para entender as ações humanas. Descrições de gêneros possuem usos, mas ao conectá-los a gêneros específicos, eles se tornam termos opressivos que permitem discriminação continuada.
A sociedade atual ainda se prende ao discurso biologizante do gênero. Dessa forma, os indivíduos que não se identificam com seu gênero biológico são alvos de discriminações desse discurso que busca sistematizar, metodizar e reduzir os significados de ser homem e ser mulher, bem como as características inerentes ao sexo biológico. Existimos num corpo social que ainda mantém fortes traços de práticas patriarcais que submetem as mulheres a almejar o casamento como o ápice do sucesso e da felicidade, enquanto aos homens é destinada a função de superioridade e dominação. Portanto, é compreensível afirmar que tanto homens e mulheres são vítimas deste sistema. Sendo assim, ser homem e ser mulher nada mais é do que uma construção social ditada por uma sociedade cerceada pela falta de informações e pelo preconceito
De acordo com a doutora Guacira Lopes Louro, é na sociedade [...] que se constroem e se reproduzem as relações (desiguais) entre os sujeitos. As justificativas para as desigualdades precisariam ser buscadas não nas diferenças biológicas (se é que mesmo essas podem ser compreendidas fora de sua constituição social), mas sim nos arranjos sociais, na história, nas condições de acesso aos recursos da sociedade, nas formas de representação.. São os contextos sociais e históricos que determinam a dinâmica entre homens e mulheres, por isso faz se necessário a desnaturalização desses (pré)conceitos para que possamos assumir a natureza efêmera dos gêneros. Ainda somos regidos por um sistema machista, misógino e desigual, o qual tem base em nossas origens coloniais, fundamentados em teorias religiosas e estudos científicos sem fundamentos. Na idade média, mulheres que se desviavam do padrão imposto pelas regras comuns eram perseguidas, constrangidas e muitas vezes mortas. Daí nasce a importância de movimentos sociais como o feminismo e o movimento LGBTl, que buscam a igualdade de gênero e entre os sexos e a garantia dos direitos entre todos os indivíduos, independente do seu sexo biológico, identidade de gênero, expressão de gênero e orientação sexual.
O preconceito de gênero provoca maiores índices de violência contra mulheres, (e como consequência, altos níveis de feminicídio) menor representação política, menores salários, cargos de submissão, são desvalorizadas e rebaixadas a medida em que envelhecem e são impelidas a seguir um padrão estético. Enquanto os homens devem ser fortes, robustos e não-emotivos. A mídia, como representante da elite, também é responsável por estereotipar o papel das mulheres e dos homens, banalizando um comportamento desrespeitoso com a mulher e exaltando a masculinidade.